# Patagonische kokmeeuw
De Patagonische kokmeeuw (Chroicocephalus maculipennis, synoniem: Larus maculipennis) is een vogel uit de familie Laridae (meeuwen).

## Verspreiding en leefgebied
Deze soort komt voor bij meren, rivieren en kusten van zuidelijk Zuid-Amerika en de Falklandeilanden.